# Encalypta vulcanica
Encalypta vulcanica là một loài rêu trong họ Encalyptaceae. Loài này được Müll. Hal. mô tả khoa học đầu tiên năm 1900.